# Oreodera adornata
Oreodera adornata är en skalbaggsart som beskrevs av Martins och Maria Helena M. Galileo 2005. Oreodera adornata ingår i släktet Oreodera och familjen långhorningar. Inga underarter finns listade i Catalogue of Life.